# Peipus
El llac Peipus (en estonià Peipsi-Pihkva järv, en rus Чудско-Псковское озеро, en alemany Peipussee) és un gran llac situat a la frontera entre Estònia i Rússia.
És el quart llac més gran d'Europa, tan sols superat pels llacs Ladoga i Onega al nord de Rússia, i el llac Vänern a Suècia. El segueixen en extensió els llacs Saimaa i Inari a Finlàndia.
La seva superfície és de 3.555 km². La profunditat mitjana és de 7 metres i la màxima de 15. Desaigua cap al golf de Finlàndia a través del riu Narva. Al llac s'hi practica la pesca, així com activitats recreatives.
El 1242 fou escenari de la batalla del Llac Peipus (coneguda a Rússia com «La batalla del gel») entre els cavallers teutons i els habitants de la República de Nóvgorod encapçalats per Alexandre Nevski.
El llac és un romanent d'aigua recollint regularment al peu de grans capes perennes de gel àrtic durant les últimes edats de gel. Cobreix 3.555 km², i té una profunditat mitjana de 7,1 m, el punt més profund és a 15 m. El llac té diverses illes i consta de tres parts:
- Llac Peipsi / Chudskoye (en estonià: Peipsi järv, rus: Чудское озеро), la part nord del llac, amb una superfície de 2.611 km²

- Llac Pihkva / Pskovskoye (en estonià: Pihkva järv, rus: Псковское озеро), la part sud del llac, amb una superfície de 708 km².

- Llac Lämmi / Tyoploye (en estonià: Lämmijärv, rus: Тёплое озеро), que connecta les altres dues parts del llac (236 km²)

El llac s'utilitza per a la pesca i la recreació, però va patir la degradació ambiental de l'agricultura de l'era soviètica. Uns 30 rius i rierols desemboquen al llac Peipus. Els rius més grans són l'Emajõgi i el Velikaia. El llac drena cap al Golf de Finlàndia a través del riu Narva.

## Formació
El llac és un romanent d'un cos d'aigua més gran que existia en aquesta zona durant ueuna antiga era de gel. En l'era paleozoica, fa 300 a 400 milions d'anys, tot el territori del Golf modern de Finlàndia estava cobert per un mar. La seva ubicació moderna es va formar com a resultat d'activitats glacials, l'última dels quals, la glaciació de Weichselian, que va acabar fa uns 12.000 anys.

## Topografia i hidrografia
Les ribes del llac Peipus tenen contorns llisos i formen una gran badia, la badia de Raskopelski. Les costes baixes del llac consisteixen principalment de torba i estan vorejades per vastes terres baixes i pantans, que s'inunden a la primavera amb la zona d'inundació que arriba fins a 100 km². Hi ha dunes de sorra i turons coberts de boscos de pins. Al llarg de les costes de sorra, hi ha un ampli tram d'aigües poc profundes.
|                 | Balanç d'aigües                         | Volum              |
| --------------- | --------------------------------------- | ------------------ |
| Flux d'entrada  | Precipitació                            | 560 mm (1.9 km3)   |
| Flux d'entrada  | Aigua de superfície i Aigua subterrània | 3150 mm (11.2 km3) |
| Flux de sortida | Cabal                                   | 3390 mm (12 km3)   |
| Flux de sortida | Evaporació                              | 320 mm (1.1 km3)   |

El relleu del fons és uniforme i pla, pujant gradualment prop de les costes i cobert amb llim, i en alguns llocs amb sorra. El punt més profund es troba al llac Teploe, des de la costa.
El llac és ben fluït, amb l'entrada anual d'aigua igual a la meitat del volum total d'aigua.
L'aigua del llac és fresca, amb una baixa transparència d'aproximadament 2,5 m a causa del plàncton i els sediments suspesos causats pel flux del riu. Els corrents d'aigua són febles; són induïts pel vent i s'aturen quan cessa. No obstant això, durant la inundació de primavera, hi ha un corrent superficial constant de nord a sud.
A causa de la poca profunditat, el llac s'escalfa i es refreda ràpidament. La temperatura de l'aigua arriba al juliol als 25–26 °C.
Els llacs es congelen a finals de novembre - principis de desembre i desglacen a finals d'abril - principis de maig, primer els llacs Teploe i Pihkva i després el llac Peipus. No obstant això, a causa dels recents canvis climàtics, el llac Peipus ha començat a congelar-se més tard al desembre i va començar el desgel molt abans de l'abril.

Mapa dels llacs de Narva i Peipsi

|                           |          |                 |
| Shoreline, sud de Mustvee | Kallaste | Port de Mustvee |

## Conca i illes
Uns 30 rius desemboquen al llac.
Els rius més grans són el Velikaya i l'Emajõgi; els més petits són Zadubka, Cherma, Gdovka, Kuna, Torokhovka, Remda, Rovya, Zhelcha, Chernaya, Lipenka, Startseva, Abija, Obdeh, Piusa, Võhandu, Kodza, Kargaya, Omedu, Tagajõgi i Alajõgi. El llac és drenat per un sol riu, el Narva, al mar Bàltic.
El llac conté 29 illes, amb una superfície total de 25,8 km² i 40 més situades al delta del riu Velikaia.
Les illes són zones humides baixes, elevades per sobre de la superfície del llac de mitjana només 1-2 m (màxim 4,5 m) i, per tant, pateixen inundacions. Les illes més grans són Piirissaar (7,39 km² situada a la part sud del llac Peipus), Kolpina (11 km² al llac Pihkva) i Kamenka (6 km²). Al centre del llac Pihkva hi ha un grup d'illes Talabski (Talabsk, Talabenets i Verkhnii).
|  |  |  |  |
|  |  |  |  |

## Flora i fauna
El llac alberga 54 espècies de flora aquàtica costanera, incloent canya, calàmus (Acorus calamus), bulrush, febre de l'herba, bulrush menor (Typha angustifolia) i parsnip d'aigua (Sium latifolium). Les plantes flotants són rares i de només tres tipus: punta de fletxa, llisa d'aigua groga i nus d'aigua. El llac és la llar de perques, perques de lluç, brema, peixos blancs, foses i altres espècies de peixos. Les zones humides de la franja costanera del llac són importants llocs de descans i alimentació per a cignes, oques i ànecs que migren entre la Mar Blanca i la mar Bàltica i l'Europa occidental. El llac Peipsi és una de les parades principals del cigne de Bewick (Cygnus columbianus). Els cignes deixen els seus camps de cria a l'Àrtida russa lluny i el llac és la primera parada per a molts. Les poques vegades de Bewick volen més que sense alimentar-se, per la qual cosa estan prop dels límits de la seva resistència quan arriben al llac.

## Ecologia
La condició ecològica de la conca del llac és, en general, satisfactòria: l'aigua és majoritàriament de grau I i II (net), i és de grau III en alguns rius a causa de l'alt contingut de fòsfor. La condició de l'aigua dels rius ha millorat des de 2001-2007, però hi ha un augment de la població d'algues verdes blaves. El principal problema del llac Peipus és la seva eutrofització.

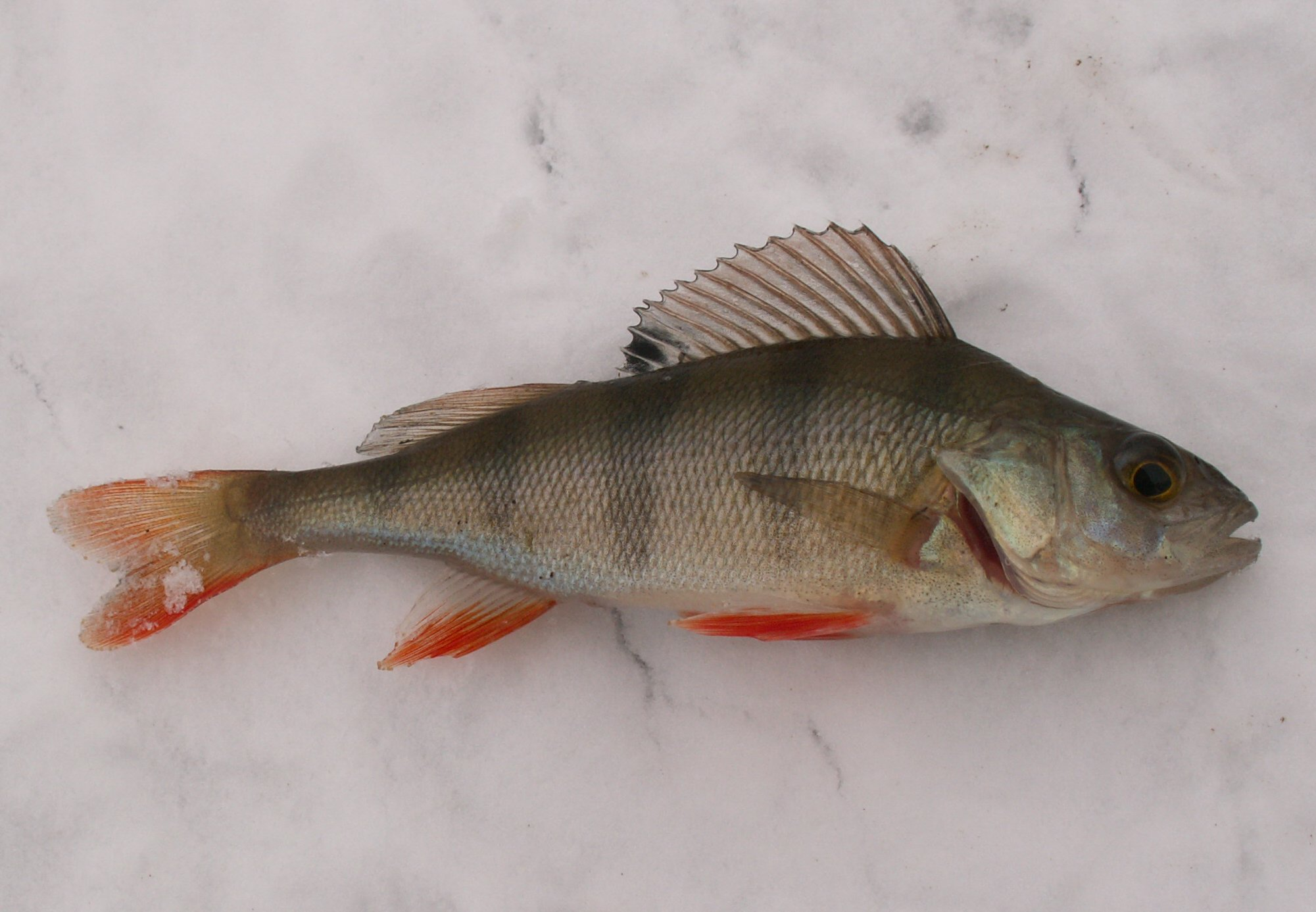
perca de riu
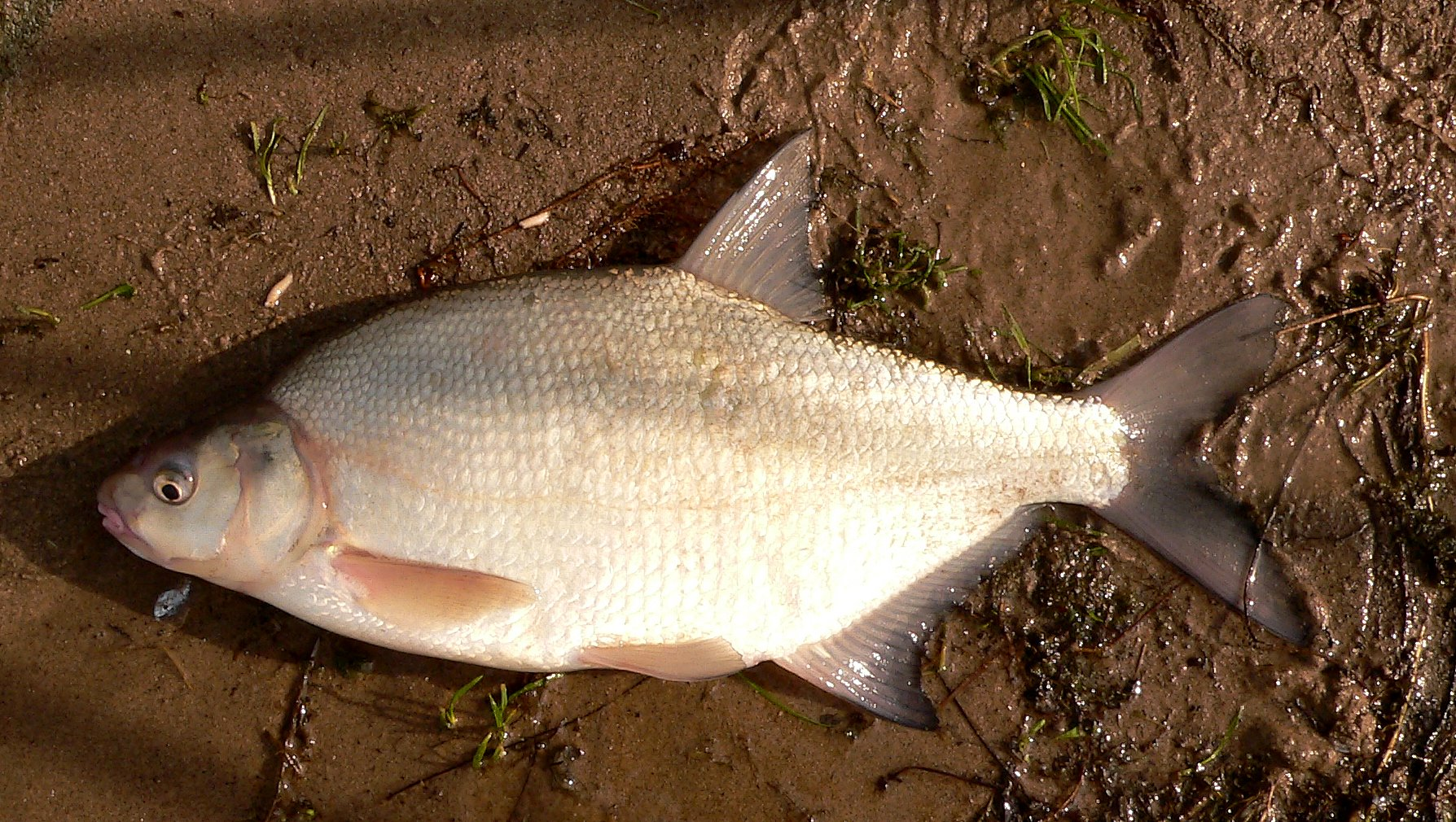
brema
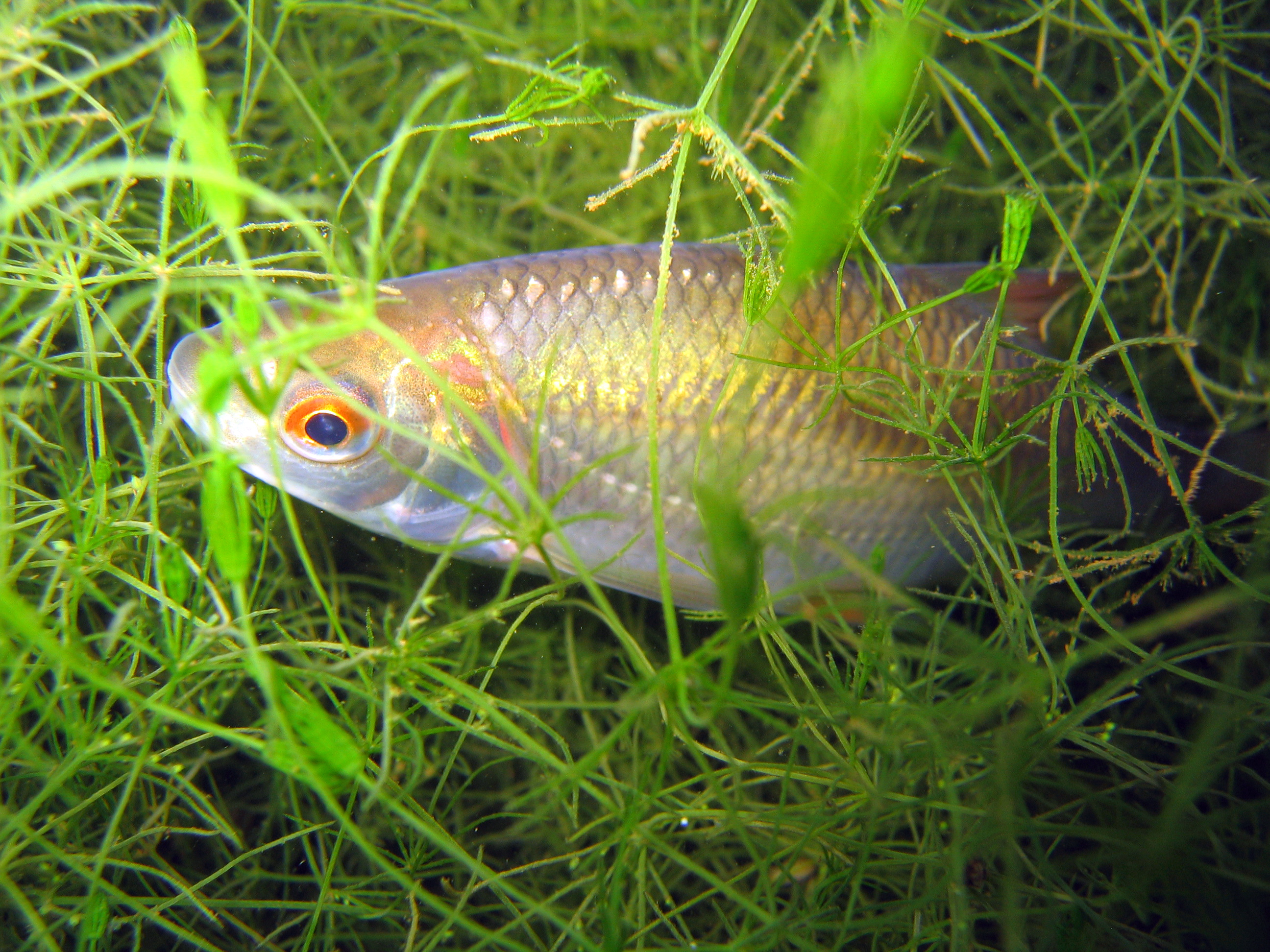
Rutilus
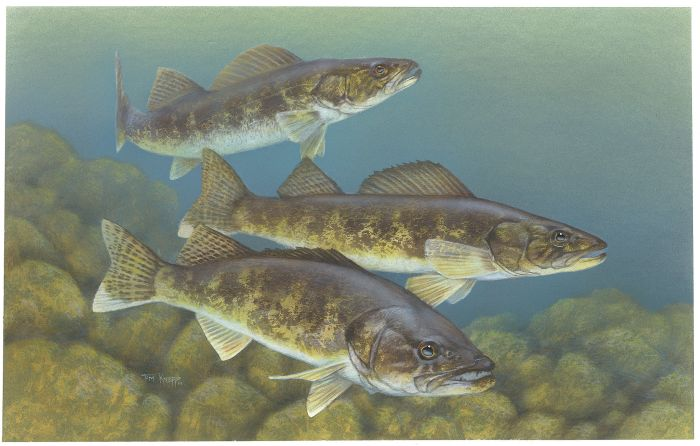
Sander

## Economia
Les ciutats de la riba són relativament petites: Mustvee (població 1.610), Kallaste (població 1.660) i Gdov (població 4.4400). La ciutat més gran, Pskov (població de 202.000 habitants) es troba al riu Velikaia. La navegació marítima està ben desenvolupada i serveix a la pesca, al transport de mercaderies i passatgers i a les visites turístiques. Les pintoresques costes del llac són una destinació popular per al turisme i la recreació en diversos camps turístics i sanatoris.

## Història
El 1242, la part sud del llac Peipus va acollir una important batalla històrica on els cavallers teutònics van ser derrotats per les tropes de Nóvgorod dirigides per Alexandre Nevski. La batalla és notable perquè es va lliurar principalment a la superfície congelada del llac i, per tant, s'anomena batalla del gel.
La ciutat més gran del llac, Pskov, és també una de les ciutats més antigues de Rússia, coneguda des d'almenys el 903 dC d'un registre de la Crònica de Nèstor del Còdex Laurentià. La ciutat tenia una certa independència, tot i que estava dominada pels seus veïns -Nóvgorod, Lituània i Moscòvia- i finalment es va incorporar a l'Estat rus. Diversos edificis històrics es conserven a la ciutat, incloent el Monestir de Mirozhski (1156, que conté famosos frescos dels segles XIV-XVI), el Kremlin de Pskov (segles XVII) amb la Catedral de la Trinitat de cinc cúpules (1682-1699), esglésies d'Ivànovo (fins al 1243), el monestir de Snetogorski (1413), l'Església de Basili (1413), l'Església de Cosme i Damià (1462), l'Església de Sant Jordi (1494) i altres.
Gdov va ser fundada el 1431 com una fortalesa i es va convertir en una ciutat el 1780; les úniques restes de l'històric Kremlin de Gdov són tres muralles de la fortalesa. Kallaste va ser fundada al segle xviii pels Vells creients que havien fugit de la zona de Nóvgorod, i encara hi ha una Església Ortodoxa Russa funcional a la ciutat. A prop de Kallaste, hi ha un dels majors superfícies de pedra arenisca de Devonià amb una longitud i una alçada màxima de, així com diverses coves i una de les colònies més grans d'orenetes d'Estònia.
|                     |               |
| Mirozhsky Monastery | Pskov Kremlin |